# Sara Ramadhani
Sara Ramadhani (sinh ngày 30 tháng 12 năm 1987) là một vận động viên chạy đường dài người Tanzania chuyên chạy marathon. Cô đã tham gia cuộc thi marathon nữ tại Thế vận hội Mùa hè 2016, nơi cô đã hoàn thành ở vị trí thứ 121 với thời gian 3:00:03.